# XScale

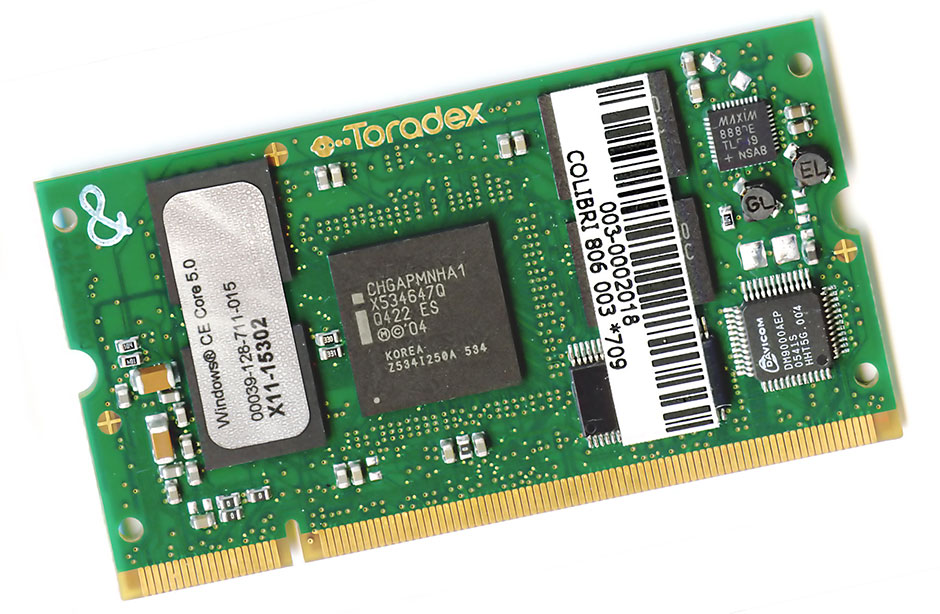
Toradex Colibri - XScale Monahans PXA320

Xscale是Marvell 公司（之前是Intel）針對嵌入式產品的核心，當初是ARM架構v5TE指令集的CPU。2006年6月，Intel将其通信及应用处理器业务出售给Marvell公司，並作為一系列不同微架構的處理器的品牌。

## 簡介
Intel的XScale处理器主要用于掌上电脑等便携设备，它是Intel公司始于ARM v5TE处理器发展的产品，前身為StrongARM，在架构扩展的基础上同时也保留了对于以往产品的向下兼容，因此获得了广泛的应用。相比于標準ARM的ARM9/ARM11处理器，XScale功耗更低，系统伸缩性更好，同时核心频率也得到提高，达到了400Mhz甚至更高。这种处理器还支持高效通讯指令，可以和同样架构处理器之间达到高速传输。其中一个主要的扩展就是无线MMX，这是一种64位的SIMD指令集，在新款的 Xscale处理器中集成有SIMD协处理器。这些指令集可以有效的加快视频、3D图像、音频以及其他SIMD传统元素处理。但隨着ARMv7的推出，採用兩代前指令集的xScale開始顯得過時，故Marvell開始在xScale品牌內推出採用較新、ARM官方的Cortex微架構的產品。

## 系列

### 應用程式處理器(Application Processor)PXA系列
- 2006年7月，Intel宣布將PXA系列的處理器部門，包含PXA2XX及PXA9XX（代號：Hermon）賣給Marvell公司。

#### PXA210
代號Sabinal

#### PXA25x
代號Cotulla
- PXA250 [已停產]

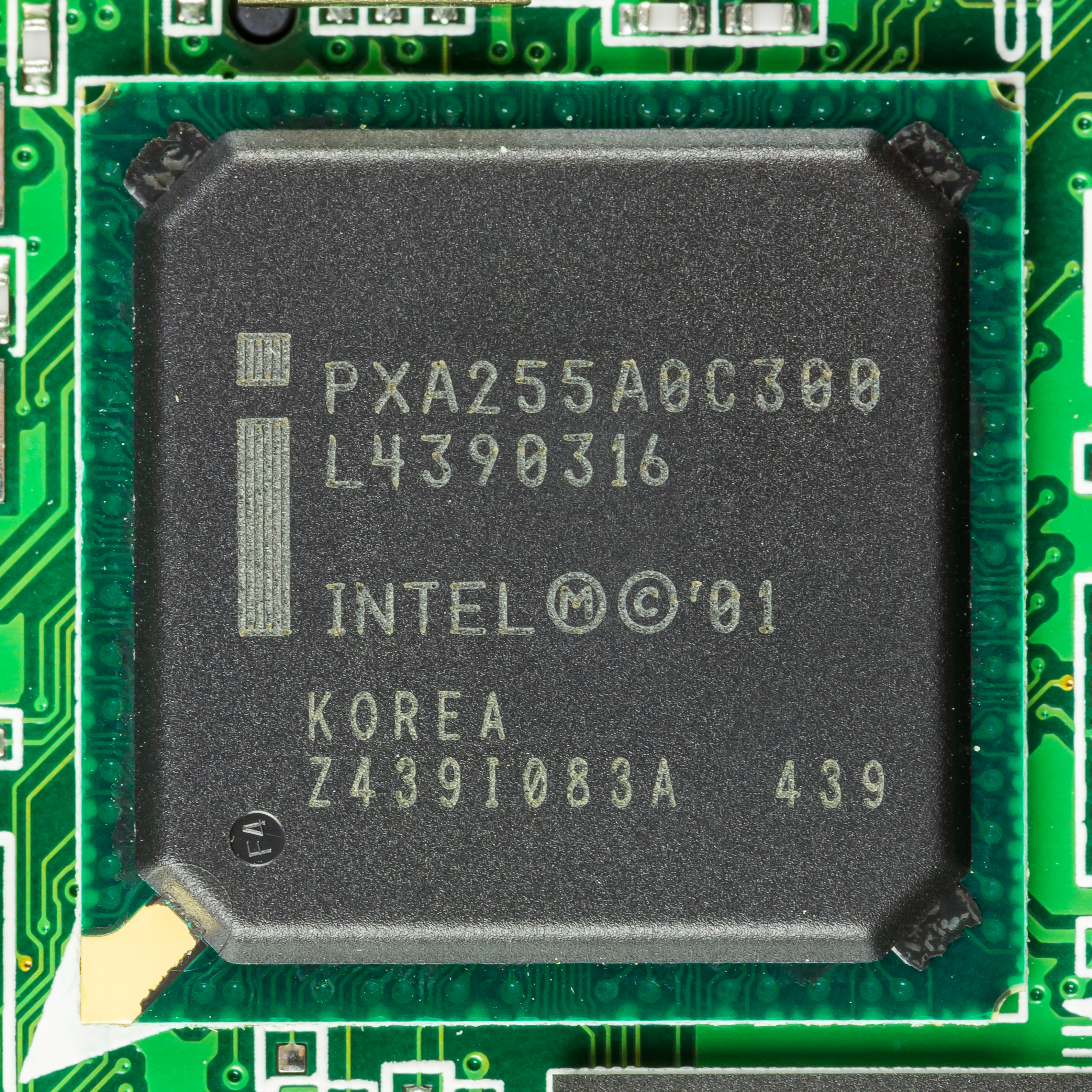
Intel PXA255

- PXA255官方網址 PXA255 （页面存档备份，存于）

#### PXA26X
- PXA26X官方網址 PXA26X （页面存档备份，存于）

#### PXA27X
PXA27x 系列 (内部代号 Bulverde) 包括了 PXA270 和 PXA271-PXA272 几款处理器。这次升级是XScale系列处理器的一次巨大提升。PXA270 有以下几种运行频率： 312 MHz, 416 MHz, 520 MHz 。对于封装内没有内置内存的单独CPU版本，还可以运行在624 MHz的高频率。PXA271 可以运行在 312 MHz 或 416 MHz，在同一个封装内还集成了32 MiB 的 16位 stacked StrataFlash 闪存和32 MiB 的 16位 SDRAM 内存。 PXA272可以运行在312 MHz, 416 MHz 或 520 MHz，并内置 64 MiB 的 32位 stacked StrataFlash 闪存。
Intel 还在 PXA27x 系列中加入了如下的新技术：
- 移动版 SpeedStep： 操作系统可以根据运行需要调节CPU频率以节能。
- 移动 MMX： 43 条新的 SIMD 指令 包含了 完整的 MMX 指令集 和一些SSE 指令集中的整数指令。 移动 MMX 提供了 16 条额外的 64位 寄存器，并可以被当成双重32位的来处理，像四个16位halfwords 或八个 8位 字节。 这项能力可以加速芯片的编码和解码速度，提高多媒体和游戏的性能。
- 附加的外部设计： 例如USB-Host界面和摄像头界面。
- 集成 256KB SRAM 缓存，降低功耗和延迟。

PXA27x系列于2004年4月发布。此外Intel还发布了2700G嵌入式图形协处理器 。
- PXA27X官方網址 PXA27X （页面存档备份，存于）
- 預計2009年EOL

#### PXA3xx(Monahans)
- 2005年8月，Intel發布了PXA27X的下一代產品，代號為Monahans的CPU。
- 2006年11月，Marvell公司發表了PXA300,PXA310,PXA320.

#### PXA800F
- PXA800F Processor （页面存档备份，存于）

#### PXA16x

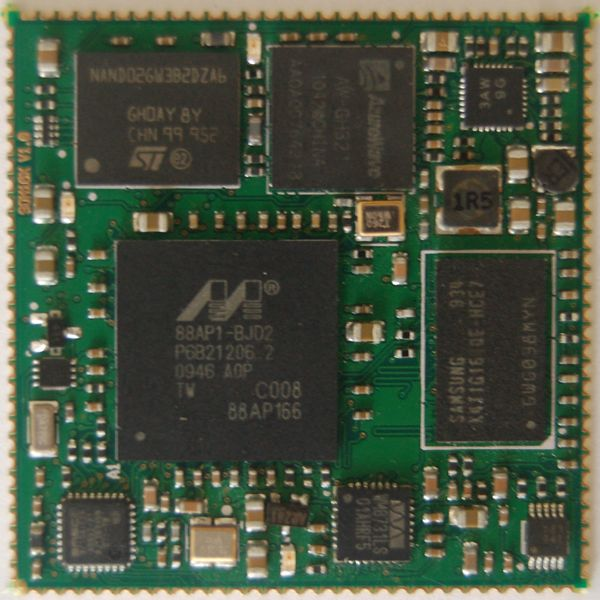
PXA168 System On Module by tianyeit.com

pxa16x处理器具有强劲的运算能力，尤其适用于对于成本敏感的系统和嵌入式系统，比如电子相框、电子阅读器、多功能打印机显示器、IP电话，网络相机以及家庭控制系统。

#### PXA90x
Marvell推出了PXA90x处理器，她集成了GSM/CDMA 通讯模块的XScale核心

PXA90x 运用130 nm 技术制造

#### PXA930/935
PXA930和PXA935系列处理器使用了发展自Marvell公司的架构,以替代原有的Xscale或ARM的设计。这个设计,被称为Sheeva内核,是ARM兼容的。Sheeva内核是一款所谓的多核架构内码名为Tavor;多核意味着它支持ARMv5TE, ARMv6和ARMv7指令集。这一新的架构相对于旧的Xscale架构而言有突破式的跨越。PXA930使用65纳米技术而PXA935建筑在45纳米之上。
PXA930用在黑莓Bold9700上。

#### PXA940
PXA940系列处理器基于ARM Cortex-A8内核，但是并不为大家所熟知。 它采用了45纳米的加工工艺生产，黑莓的Torch 9800手机采用了这款芯片。

#### PXA986/PXA988
其為雙核Cortex A9處理器。用於Samsung Galaxy Tab 3 7.0等裝置。

#### PXA1088
這是個配撘了Vivante GPU的Cortex A7四核心處理器

### 控制平台處理器(Control Plane Processors) IXC系列
- IXC1100

### I/O處理器(I/O Processors) IOP系列
目前有IOP303, IOP310, IOP321, IOP331, IOP332與IOP333。工作頻率自100MHz到800MHz。

### 網路處理器(Network Processors) IXP系列
IXP產品線主要用來設計網路設備以及工業控制用機器。主要應用有IP电话、網路交換機（switch）、無線網路產品（wireless AP）以及數位媒體播放器（Digital Media Player）。目前有下列產品：
- IXP420, IXP421, IXP422, IXP423, IXP425
- IXP455, IXP460 與IXP465。
- IXP1200, IXP2350, IXP2325, IXP2400
- IXP2805, IXP2855

### CE系列
- 2007年4月，Intel發表了一款速度高達1GHz的Xscale核心的多媒體處理器CE2110
- （页面存档备份，存于）

### 其他系列
- 另外有兩種單獨設計的CPU:80200與80219，主要用途是一些需要PCI介面的產品應用，多半用途為NAS（網路儲存設備）。

## 外部連結
- Intel XScale 技術概觀 （页面存档备份，存于）
- RIM採用英特爾Hermon晶片